# Andrejová
Andrejová es un municipio del distrito de Bardejov en la región de Prešov, Eslovaquia, con una población estimada a final del año 2024 de 351 habitantes.
Se encuentra ubicado en el centro-norte de la región, cerca del río Topľa (cuenca hidrográfica del río Tisza) y de la frontera con Polonia.

## Demografía
| Año        | 1994 | 2004     | 2014     | 2024    |
| ---------- | ---- | -------- | -------- | ------- |
| Población  | 287  | 317      | 371      | 351     |
| Diferencia |      | +10,45 % | +17,03 % | −5,39 % |

| Año        | 2023 | 2024 |
| ---------- | ---- | ---- |
| Población  | 351  | 351  |
| Diferencia |      | +0 % |